# Змажине
Зма́жине —  село в Україні, в Миргородському районі Полтавської області. Населення становить 18 осіб. Входить до складу Краснолуцької сільської громади.
Після ліквідації Гадяцького району у липні 2020 року увійшло до Миргородського району.

## Географія
Село Змажине розташоване за 4 км від правого берега річки Грунь. Примикає до села Цимбалове.

## Історія
1615 — дата заснування. 
Село постраждало внаслідок геноциду українського народу, проведеного окупаційним урядом СРСР 1923-1933 та 1946-1947 роках.
До 2018 року орган місцевого самоврядування — Римарівська сільська рада.